# Mouse on Mars
Mouse on Mars é o nome usado por uma dupla de produtores de música eletrônica da Alemanha, fundado em 1993 por Jan St. Werner, de Köln e Andi Toma, de Düsseldorf. Sua música é uma mistura por vezes sutil de techno, trance, disco e ambient e uma grande quantidade de sons produzidos com sintetizadores analógicos e, algumas vezes, instrumentos convencionais como bateria, baixo e guitarra.

## História
Em 1993, o duo começou a fundir sua admiração pelas primeiras experiências com equipamentos eletrônicos do Krautrock alemão de grupos como Neu!, Kluster e Kraftwerk com influências do techno alemão e música ambiente contemporâneo.
O primeiro single, "Frosch", foi lançado logo depois e também foi incluída no álbum de estréia, "Vulvaland", que foi reeditado em 1995 pelo selo do produtor americano Rick Rubin, que também lançou o seu trabalho seguimento, Iaora Tahiti, logo depois. Mais otimista e variada do que a sua estréia, Iaora Tahiti fez algumas vendas no mercado americano, mas o grupo se recusa firmemente em fazer concessões em nome de uma improvável popularidade. Eles retornaram em 1997 com três diferentes versões: o EP "Cache Coeur Naif", e dois lançamentos em LP (apenas em vinil) "Instrumentals", e "Glam" de 1998, ambos os dois seguidos um ano mais tarde pelos álbuns do seguimento "oficial" (em CD) "Autoditacker" e "Niun Niggung".
Apesar de raramente fazer remixes de outros artistas, os Mouse on Mars começaram a aparecer com freqüência crescente nas compilações de música eletrônica experimental, incluindo um volume da popular série Trance Europe Express. Eles também foram destaque em dois  álbuns de tributo: "Folds and Rhizomes"  e "In Memoriam" (ambos dedicados ao  filósofo pós-estruturalistas francês Gilles Deleuze). "Idiology", que introduziu o  percussionista colaborador Dodo Nkishi, seguido em 2000 por Thrill Jockey. Em 2004, a dupla comemorou uma década de trabalho com o lançamento do "Radical Connector" e uma turnê mundial, que foi capturado em 2005 no álbum ao vivo "Live 04". No ano seguinte, "Varcharz" foi lançado pela Ipecac Records de Mike Patton.
Além do Mouse On Mars, St. Werner  participa do Microstoria, um projeto musical em colaboração com Markus Popp do Oval.

## Discografia
| - 1994 Vulvaland - 1995 Iaora Tahiti - 1997 Autoditacker - 1997 Instrumentals - 1998 Glam - 1999 Niun Niggung - 2001 Idiology - 2004 Radical Connector - 2006 Varcharz - 1994 Frosch - 1995 Bib - 1995 Saturday Night Worldcup Fieber - 1997 Twift - 1999 Diskdusk - 1999 Distroia - 2004 Wipe That Sound | - 1997 Cache cœur naïf - 1999 Distroia - 1999 Pickly Dred Rhizzoms - 2001 Actionist Respoke - 2001 Agit Itter It It - 2003 Rost Pocks: The EP Collection - 2005 Live 04 |